# Вентспілс
Ве́нтспілс (латис. Ventspils) — місто у Латвії. Адміністративний центр Вентспільського краю, шосте за величиною місто Латвії та найбільше місто Курзем'я. Важливий порт на Балтійському морі.

## Назва
- Вентспілс (латис. Ventspils; [ˈvæntspils] ( прослухати)
- Віндау, Віндава (нім. Windau, пол. Windawa, рос. Виндава)
- Віндо (швед. Windo)
- Ванта (лів. Vǟnta)

## Географія
Розташоване біля гирла річки Вента (Віндава) на півночі від Лієпаї й на захід від Риги. Вентспілський порт є важливою ланкою в експорті російської нафти й кам'яного вугілля через Балтійське море, взимку не замерзає. Добре відреставроване старе місто, а також доступний Балтійський берег до самої Ліепаї.

## Клімат
| Кліматограма Вентспілсу                                                                                                  | Кліматограма Вентспілсу | Кліматограма Вентспілсу | Кліматограма Вентспілсу | Кліматограма Вентспілсу | Кліматограма Вентспілсу | Кліматограма Вентспілсу | Кліматограма Вентспілсу | Кліматограма Вентспілсу | Кліматограма Вентспілсу | Кліматограма Вентспілсу | Кліматограма Вентспілсу |
| --- | ----------------------- | ----------------------- | ----------------------- | ----------------------- | ----------------------- | ----------------------- | ----------------------- | ----------------------- | ----------------------- | ----------------------- | ----------------------- |
| С | Л                       | Б                       | К                       | Т                       | Ч                       | Л                       | С                       | В                       | Ж                       | Л                       | Г                       |
| 71 0 −3 | 53 0 −3                 | 44 3 −1                 | 38 10 2                 | 40 14 7                 | 61 18 12                | 73 23 15                | 97 20 15                | 95 16 12                | 116 10 7                | 94 6 3                  | 83 3 0                  |
| Середня макс. і мін. температури повітря (°C) Атмосферні опади (мм), за рік : 865 мм. Джерело: «Climate-Data.org»(англ.) |                         |                         |                         |                         |                         |                         |                         |                         |                         |                         |                         |

## Історія
Перша згадка про Віндау на землях Лівонського ордену датується 1263 роком. У 1290 році тут збудовано Віндавський замок.
У 1378 році Віндау отримав статус міста. У 1561 році місто увійшло до складу Курляндського герцогства. У часи герцогства Віндавський замок був резиденцією міського фогта. Розквіт міста припав на правління курляндського герцога Якоба (1642—1681 роки) — тоді в гирлі річки Вента була збудована велика корабельна верф, навколо міста з’явилися зброярські майстерні, доменні печі, селітрові й цегельні мануфактури, почала активно розвиватися торгівля із Західною Європою, переважно з Нідерландами.
У 1795 році Віндау разом із Курляндським герцогством було приєднано до Російської імперії та отримало русифіковану назву Віндава. У 1915 році під час Першої світової війни місто зайняли німецькі війська.
Під час Другої світової війни з 1 липня 1941 року місто перебувало під німецькою окупацією. Восени 1944 року опинилося в зоні Курляндського котла, який тримався до кінця війни. Радянські війська увійшли у Вентспілс лише 10 травня 1945 року.

## Населення
За даними Центрального статистичного управління Латвії, на початок 2021 року чисельність населення міста становила 33 372 особи. Частка осіб старше 65 років у структурі міського населення складала 23,4 % (7814 осіб), а частка дітей до 14 років — 15,2 % (5059 осіб). Латиші ― 60,18 %, росіяни ― 25,36 %.

## Туризм
У місті є дуже багато цікавих місць: темниця Лівонського ордену, Старе Місто та морський порт.

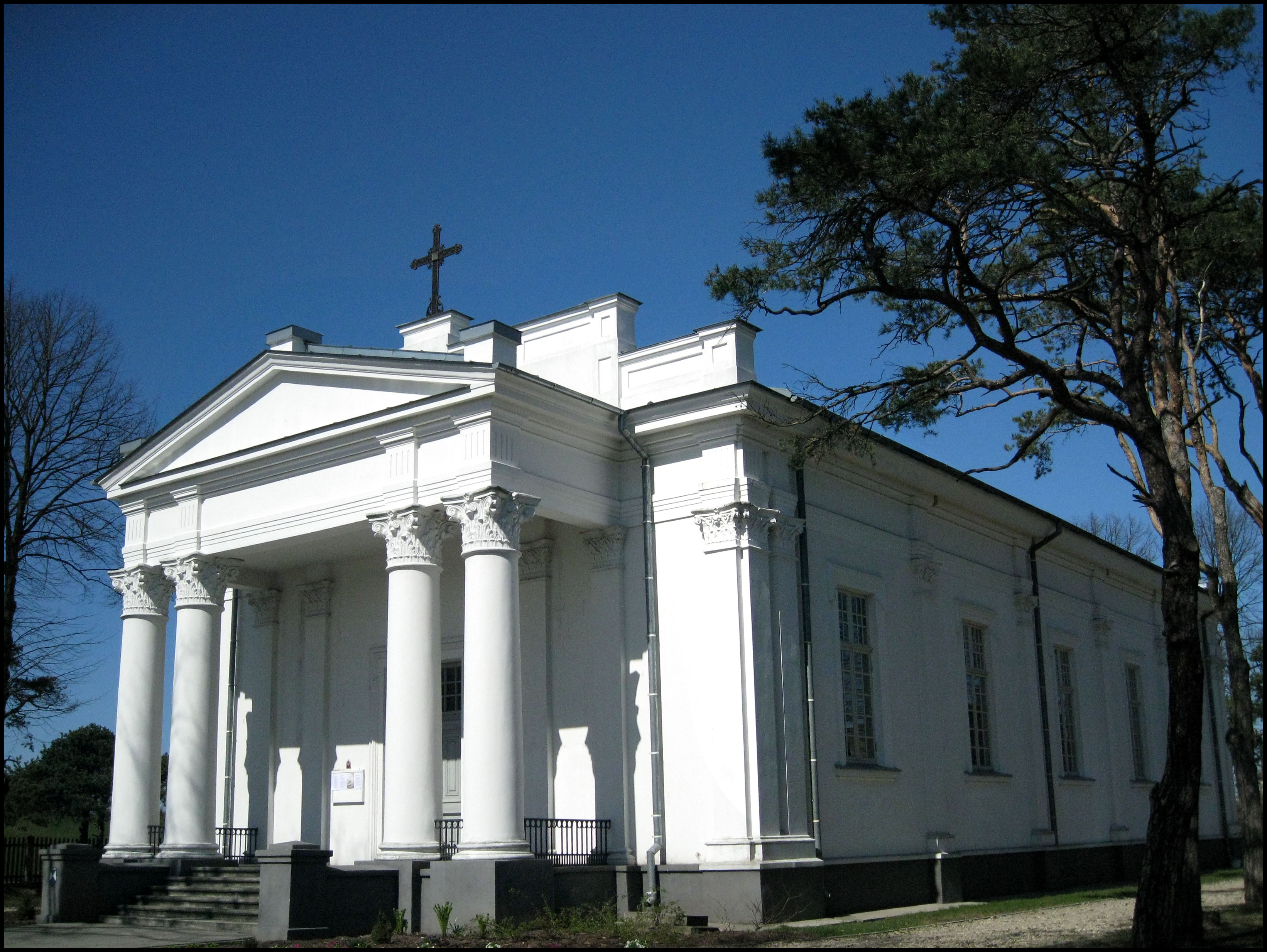
Католицька церква
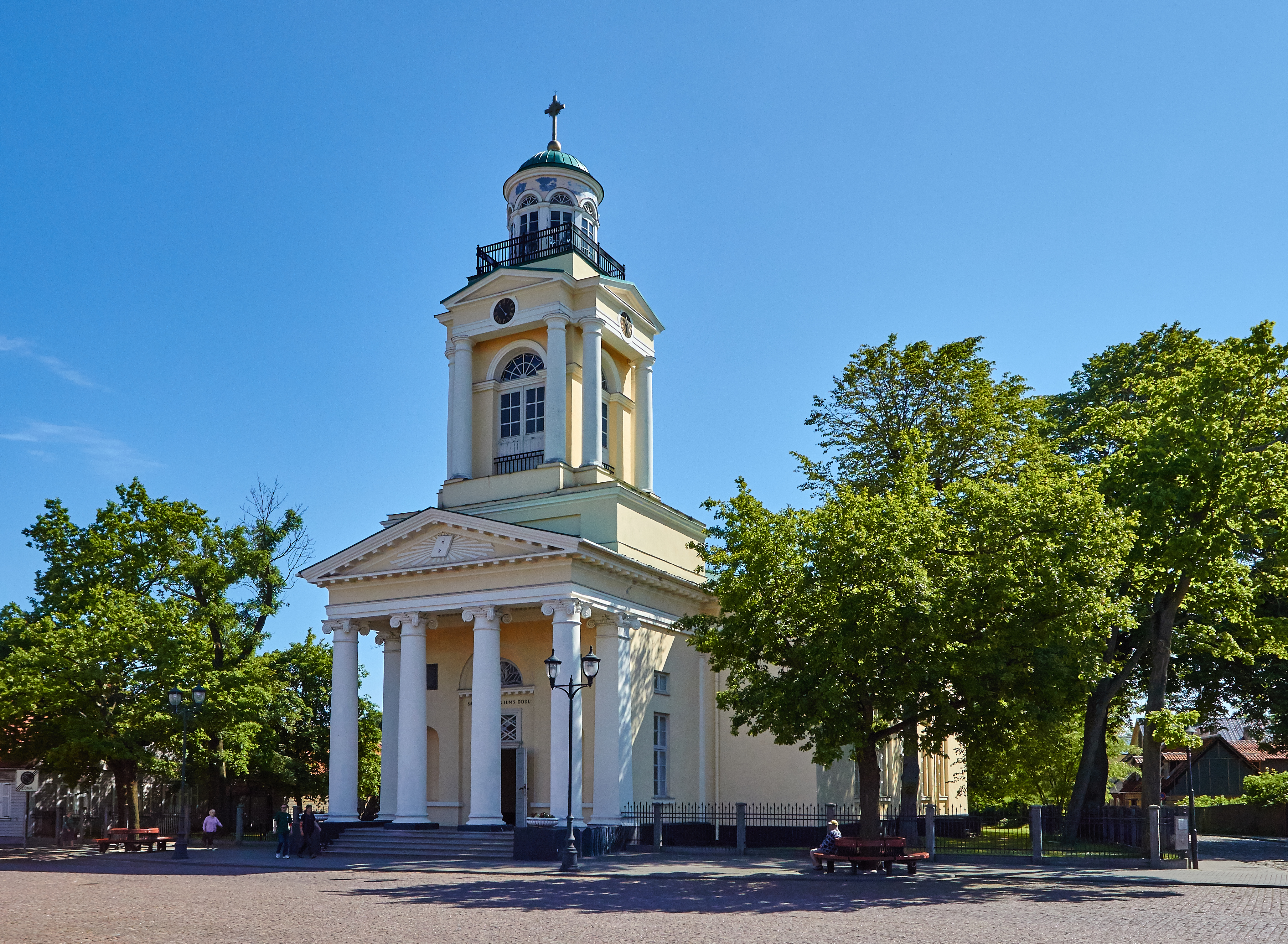
Лютеранська церква
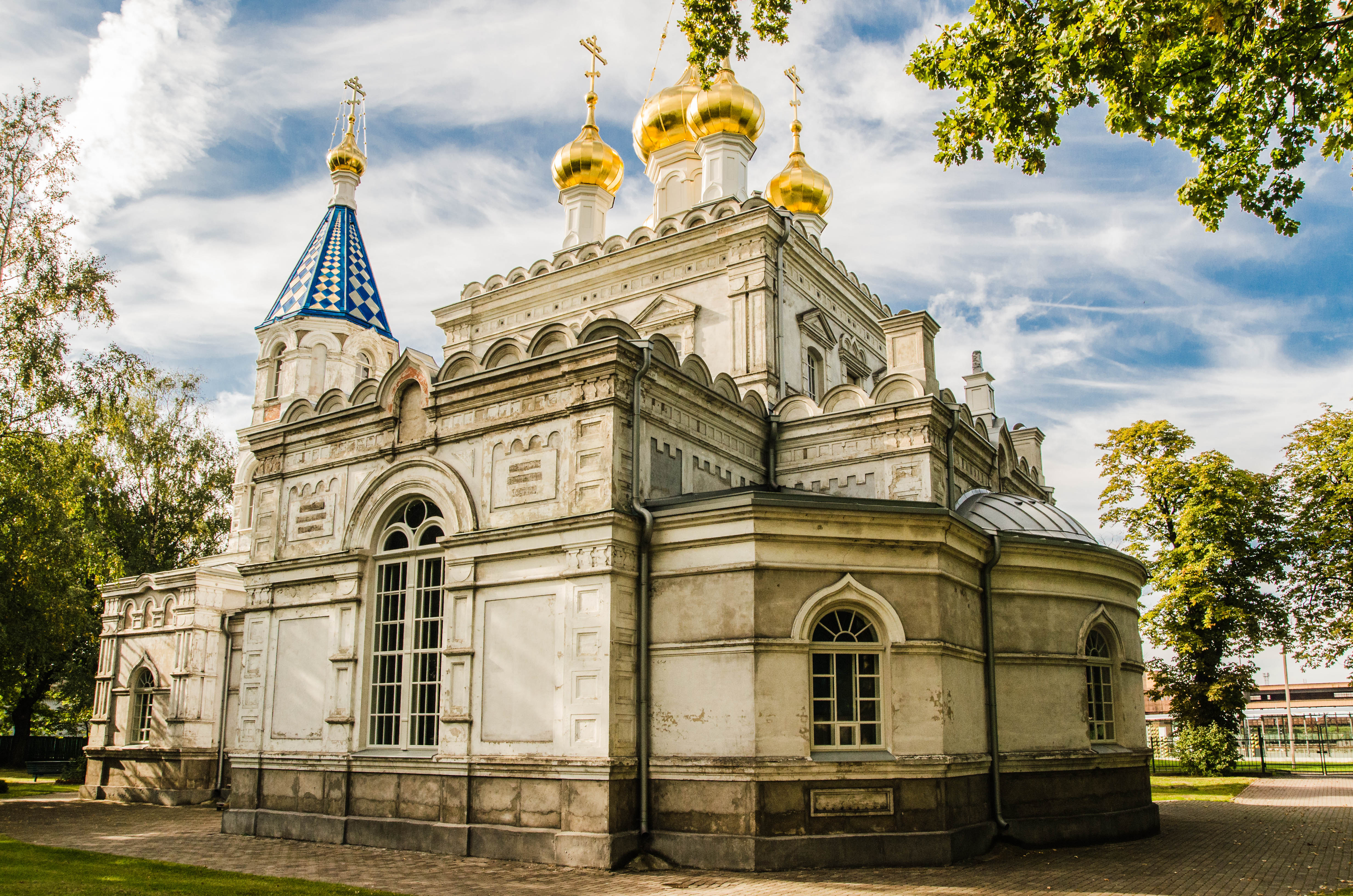
Православна церква
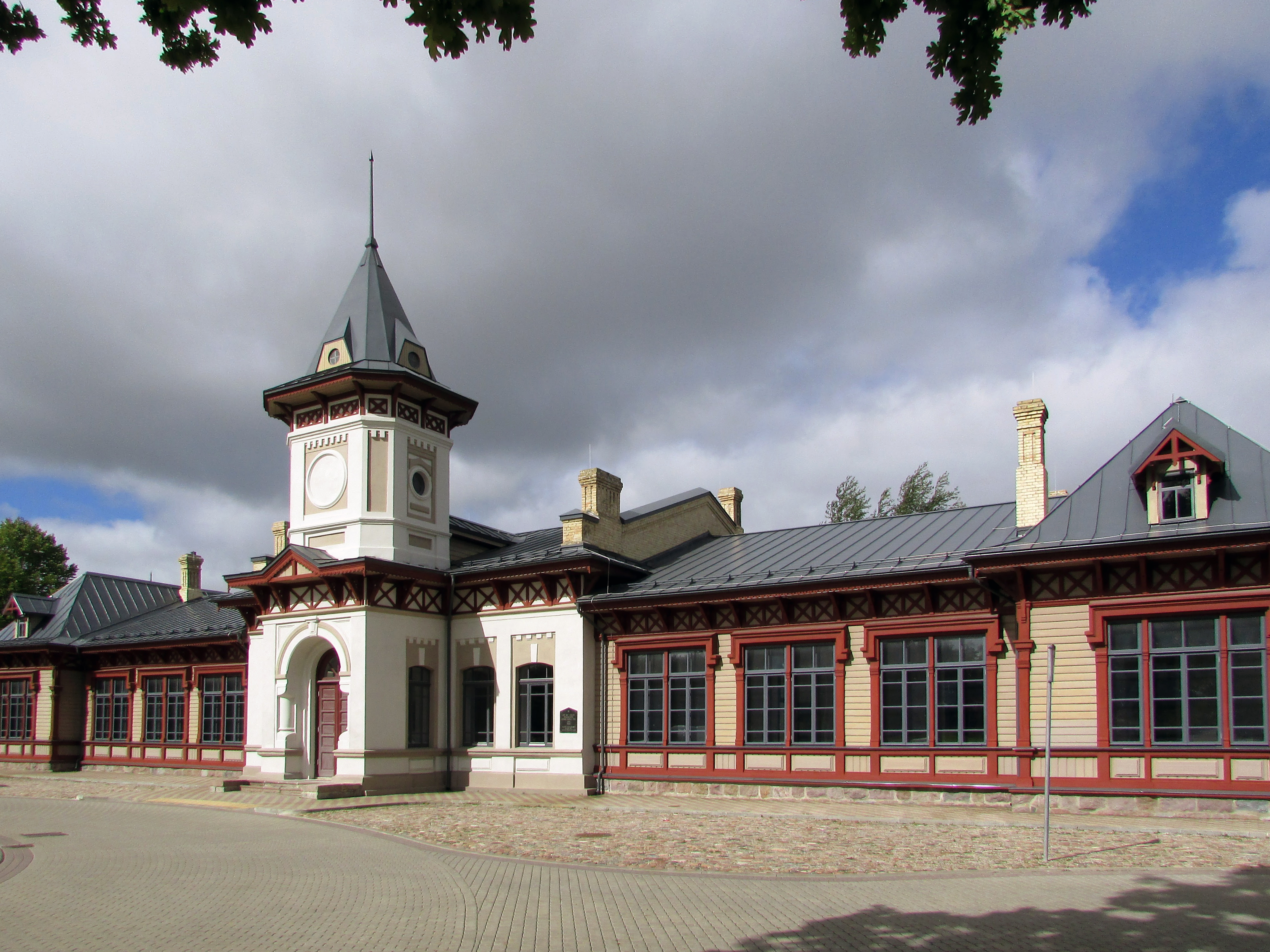
Старе депо

## Персоналії
Уродженці
- Лауріс Баярунс — латвійський хокеїст, нападник.
- Олег Бєлозьоров — російський державний діяч.
- Едійс Брахманіс — латвійський хокеїст, лівий нападник.
- Ніколайс Грішунінс —  латвійський професійний боксер.
- Андрій Казаков — російський актор театру та кіно, театральний режисер.
- Ребека Коха — латвійська важкоатлетка.
- Улдіс Крастс — лівський поет, прозаїк, перекладач та журналіст.
- Крішс Купчус —  латвійський хокеїст, захисник.
- Макс Рейтер — радянський воєначальник, генерал-полковник.
- Володимир Усов — один з трьох загиблих захисників «Білого дому» під час серпневого путчу 1991 року. Герой Радянського Союзу (посмертно).